# Cryptochironomus ponapensis
Cryptochironomus ponapensis är en tvåvingeart som först beskrevs av Tokunaga 1964.  Cryptochironomus ponapensis ingår i släktet Cryptochironomus och familjen fjädermyggor. Inga underarter finns listade i Catalogue of Life.